# Château du Cluzeau
Le château du Cluzeau est un château du XVIIIe siècle situé à Estivareilles, en France.

## Localisation
Le château est situé sur la commune d'Estivareilles, dans le département de l'Allier, en région Auvergne-Rhône-Alpes.

## Description
Le château présente une architecture classique caractérisée par sa symétrie et son ouverture vers l'extérieur. Un fronton triangulaire délimite les travées centrales. Le grès rose bariolé de Vallon-en-Sully est utilisé pour les éléments appareillés. 
Les deux vastes ailes de communs ont été réalisées en 1782 de part et d'autre de la cour, selon le modèle du Bourbonnais. Ce domaine est représentatif des maisons de maître du XVIIIe siècle.

## Historique
Le château du Cluzeau est édifié en 1705 comme maison de plaisance et centre d'une exploitation agricole. 
Il appartient au vicomte Pierre-Emmanuel-Louis de Lambertye en 1895,,
L'édifice est inscrit au titre des monuments historiques en 2009.